# 노지훈
노지훈(한국 한자: 盧志勳, 영어: Ji Hoon), 1990년 7월 12일 ~ )은 대한민국의 가수이다.

## 생애
1990년 7월 12일 인천광역시에서 태어났다. 축구 청소년 국가대표 출신이나, 부모님을 이른 나이에 모두 여의게 된 후 축구를 그만두고 가수의 꿈을 키워 왔다.
2008년 KT QOOK TV의 'U스타 오디션'에서 우승한 뒤, 2009년 4월 드라마 《사랑은 아무나 하나》의 OST 〈사랑은 없다〉를 불렀으며, 같은 해 11월 싱글앨범 "세상과 바꿀 너였는데"로 데뷔하였다. 이후 개인적인 사정으로 별반 활동을 하지 않다가 2010년부터 2011년까지 MBC에서 방송된 《스타오디션 위대한 탄생 1》에 출연하여 TOP 8의 자리에 등극했다. 큐브 엔터테인먼트와 계약하고 2012년 11월 7일 미니 앨범 The Next Big Thing을 발매했지만, 2017년에 큐브 엔터테인먼트를 나왔다.
이후 긴 공백기를 가진 후 트로트 가수로 전향해서 활동하고 있다. TV조선 《내일은 미스터트롯》에 출연하였다.
2017년에 3세 연상의 레이싱모델 이은혜와 결혼하여 슬하에 아들 노이안을 두고 있다.

## 발표 앨범
- 싱글 《손가락하트/가지마오》 (2019년)
- 싱글 《너를 노래해》 (2014년)
- EP The Next Big Thing (2012년)
- 싱글 《세상과 바꿀 너였는데》 (2009년)
- 드라마 《사랑은 아무나 하나》OST - 사랑은 없다 (2009년)

## 출연작
- MBC 《스타 오디션 위대한 탄생》 (2010년 11월 5일 ~ 2011년 6월 3일)
- 채널A 《행복한 아침》 (2019년 10월 9일)
- MBC 《미스터리 음악쇼 복면가왕》 (2019년 10월 6일 ~ 2019년 10월 13일) - 가왕도 피해갈 수 없는 월요병<우승>
- TV CHOSUN 《내일은 미스터트롯》(2020년)
- TV CHOSUN 《아내의 맛》
- JTBC 《뭉쳐야 찬다》
- KBS2 《불후의 명곡》
- KBS2 《살림하는 남자들》 (2020년 7월 25일 ~ 2022년 1월 1일)
- TV CHOSUN 《신청곡을 불러드립니다 - 사랑의 콜센타》(2020년)
- MBC every1 《연애는 귀찮지만 외로운 건 싫어!》 (2020년 8월 11일 ~ ) - 지훈 역
- KBS2 《퀴즈 위의 아이돌》(2020년)
- MBC 《생방송 행복드림 로또 6/45》- 게스트 959회 (2021년)
- TV CHOSUN 《미스터트롯2 - 새로운 전설의 시작》(2022년 12월 22일 ~ 2023년 1월 12일)
- mbn 《현역가왕2》(2024)

## 뮤직 비디오
- 에이트 - 그 입술을 막아본다 (2011년)
- 노지훈 - 벌 받나 봐 (2012년)
- 노지훈 - 너를 노래해 (2014년)
- 노지훈 - 니가 나였더라면 (2015년)
- 노지훈 - 안해도 돼 (2017년)